# 胡文光刺史牌坊
胡文光刺史牌坊位于安徽省黄山市黟县西递镇西递村，建于明万历六年（1578年）。
2000年11月30日，联合国教科文组织将西递村作为皖南古村落的代表，列入世界文化遗产名录。2001年6月25日，胡文光刺史牌坊作为西递村古建筑群的子项目，列为全国重点文物保护单位。